# Weston-super-Mare
Weston-super-Mare est une ville côtière et station balnéaire du comté du Somerset, dans le sud-ouest de l'Angleterre. Elle est rattachée au comté d'Avon, un district non-métropolitain, lorsqu'il est créé en 1974. Depuis 1996, l'année où le comté d'Avon a été supprimé, Weston-super-Mare est le centre principal de l'autorité unitaire de North Somerset.
Le recensement de 2001 dénombre 71 758 habitants. Elle est située au bord du canal de Bristol, et à environ 18 milles (28 kilomètres) au sud-ouest de Bristol.
On peut apercevoir le pays de Galles de l'autre côté du canal.

## Toponymie
Weston vient de l'anglo-saxon « pour le tunnel » ou « l'établissement de l'ouest » ; super mare est le latin pour « au-dessus de la mer » et a été ajouté pour le distinguer des nombreux autres établissements nommés Weston dans le diocèse de Bath et Wells.
Avant 1348, il était connu sous le nom de Weston-juxta-Mare (« à côté de la mer »). Le nom a été changé par Ralph de Shrewsbury, qui était l'évêque de Bath et Wells. Entre le XIVe siècle et le XVIIe siècle, la partie « super Mare » du nom a disparu et le village était simplement connu sous le nom de Weston, bien qu'en 1610 il ait été enregistré sous le nom de Weston on the More ; môr étant le mot gallois pour « mer ».

## Historique
À l'origine petit village d'une trentaine de maisons, Weston-super-Mare connut une notoriété à partir du XIXe siècle, sous l'ère victorienne, avec la naissance des vacances côtières. Le premier hôtel fut construit en 1808. Un port artificiel fut quant à lui construit à la fin des années 1820. La ville connut par la suite un développement considérable grâce à l'aménagement de lignes de chemin de fer, amenant de nombreux touristes.

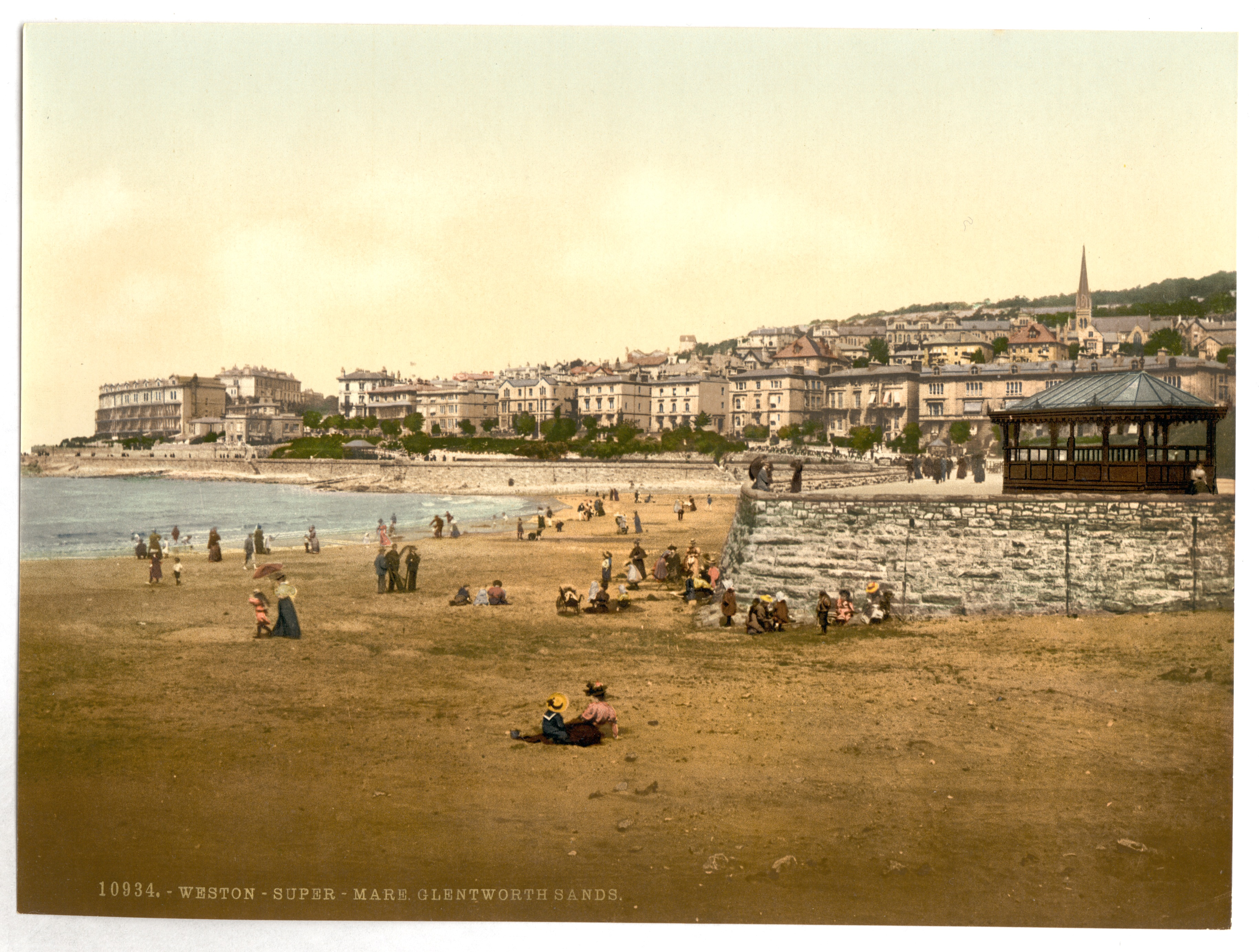
Weston-super-Mare est un centre de villégiature depuis le XIXe siècle.

En 1867, la ville de Weston-super-Mare fit construire une première jetée, la Birnbeck Pier, actuellement fermée au public et en restauration. Il s'agit de la seule jetée du pays reliant la côte à une île.
En 1904, les autorités locales commandèrent la construction d'une seconde jetée, appelée The Grand Pier (La Grande Jetée en français), qui à l'origine devait mesurer 2,4 km de longueur (1,5 mile). Celle-ci fut détruite par un incendie le 13 janvier 1930 et une seconde fois le 28 juillet 2008.
Weston-super-Mare compte une troisième jetée, appelée SeaQuarium, qui abrite un aquarium marin.
La ville de Weston-super-Mare est renommée pour ses activités sportives et culturelles. Elle accueille de nombreuses expositions artistiques, conférences et festivals de musique. Ainsi, du 22 août au 27 septembre 2015, l'artiste de la scène graffiti, surnommé Banksy, a conçu un parc thématique intitulé Dismaland (mot-valise de « dismal » (lugubre en anglais) et « Land ») qui parodie Disneyland. L'exposition réunit des œuvres d'une cinquantaine d'artistes, tels que les Espagnols Escif et Paco Pomet, l'Américaine Jenny Holzer, les Britanniques Damien Hirst et David Shrigley et évidemment Banksy. Une Cendrillon morte dans son carrosse accidenté entouré de paparazzi est un exemple des œuvres qui sont présentées dans cette exposition.
La ville compte aussi une équipe de football, deux clubs de rugby et sa plage accueille chaque automne une course de motocross, la Weston Super Mare. Le dernier gagnant[Quand ?] de cette course est le champion du monde de motocross, le Belge Steve Ramon.
La devise de la ville est Ever Forward (Toujours en avant).

## Jumelage
- Hildesheim (Allemagne)

## Personnalités liées à la commune
- Ritchie Blackmore, guitariste anglais qui fut membre des groupes Deep Purple, Rainbow et Blackmore's Night, y est né.
- John Cleese, comédien et membre de la troupe des Monty Python, y est né.
- Andrew House, PDG de Sony depuis 2011, y a grandi.
- Constance Jones, philosophe et éducatrice, y est morte.
- Chrystabel Procter, jardinière et enseignante, y est morte.
- Rupert Graves, acteur, y est né.
- Jill Dando, ancienne présentatrice à la BBC, y est née.